# Heliotrygon
Heliotrygon ist eine Gattung der Süßwasserstechrochen (Potamotrygonidae), die mit zwei Arten im Amazonasbecken und möglicherweise auch im Einzugsbereich des Orinoco vorkommt.

## Merkmale
Heliotrygon-Arten besitzen eine kreisrunde Kopf-Rumpf-Scheibe und stark reduzierte Augen. Die Flossenstrahlen der Brustflossen sind ähnlich wie Sonnenstrahlen radial angeordnet, worauf bei der Gattungsbezeichnung Bezug genommen wird (helios = Sonne und trygon = Rochen). Die Nasenöffnungen sind nicht schlitzförmig, wie bei Potamotrygon und Plesiotrygon, sondern rund. Das Rostrum ist stark verlängert. Seine Länge beträgt etwa ein Drittel der Breite der Kopf-Rumpf-Scheibe. Der Kiemenkorb ist relativ kurz. Von oben gesehen werden die Bauchflossen vollständig von den Brustflossen verdeckt. Der Schultergürtel (Scapulocoracoid) und das knorpelige Becken sind wesentlich kräftiger gebaut als bei den übrigen Gattungen der Süßwasserstechrochen. Der Schwanz ist dünn, lang und peitschenartig. An der Basis ist sein Durchmesser kleiner als der Augenabstand. Der nah der Schwanzbasis liegende Stachel ist stark reduziert und kann leicht übersehen werden. Er ist kürzer als der Durchmesser der Spritzlöcher und besitzt keine seitliche Sägung. Eine Dornenreihe auf der Rückenmitte oder entlang der Schwanzoberseite ist nicht vorhanden.

## Lebensraum
Heliotrygon-Arten kommen in trüben, schlammigen Flüssen vor und wurden auch in den tieferen Bereichen dieser Flüsse gefangen. Ihre reduzierten Augen scheinen eine Anpassung an diesen Lebensraum zu sein.

## Arten
Bisher wurden zwei Arten beschrieben:
- Heliotrygon gomesi Carvalho & Lovejoy, 2011
- Heliotrygon rosai Carvalho & Lovejoy, 2011

Beide Arten weisen Variationen bezüglich ihrer Färbung und morphologische Variationen auf, so dass in Zukunft weitere Arten dazukommen könnten.

## Nachweise
1. 1 2 3  
Marcelo Rodrigues de Carvalho & Nathan R. Lovejoy, 2011, Morphology and phylogenetic relationships of a remarkable new genus and two new species of Neotropical freshwater stingrays from the Amazon basin (Chondrichthyes: Potamotrygonidae). in Zootaxa 2776, S. 17–19, DOI: 10.5281/zenodo.276900
2. ↑  Heliotrygon auf Fishbase.org (englisch)